# Исаакян, Аветик Саакович
Авети́к Саа́кович Исаакя́н (арм. Ավետիք Սահակի Իսահակյան; 18 [30] октября 1875, Александрополь, Эриванская губерния, Российская империя — 17 октября 1957, Ереван, Армянская ССР, СССР) — армянский советский поэт, прозаик, публицист.

## Биография

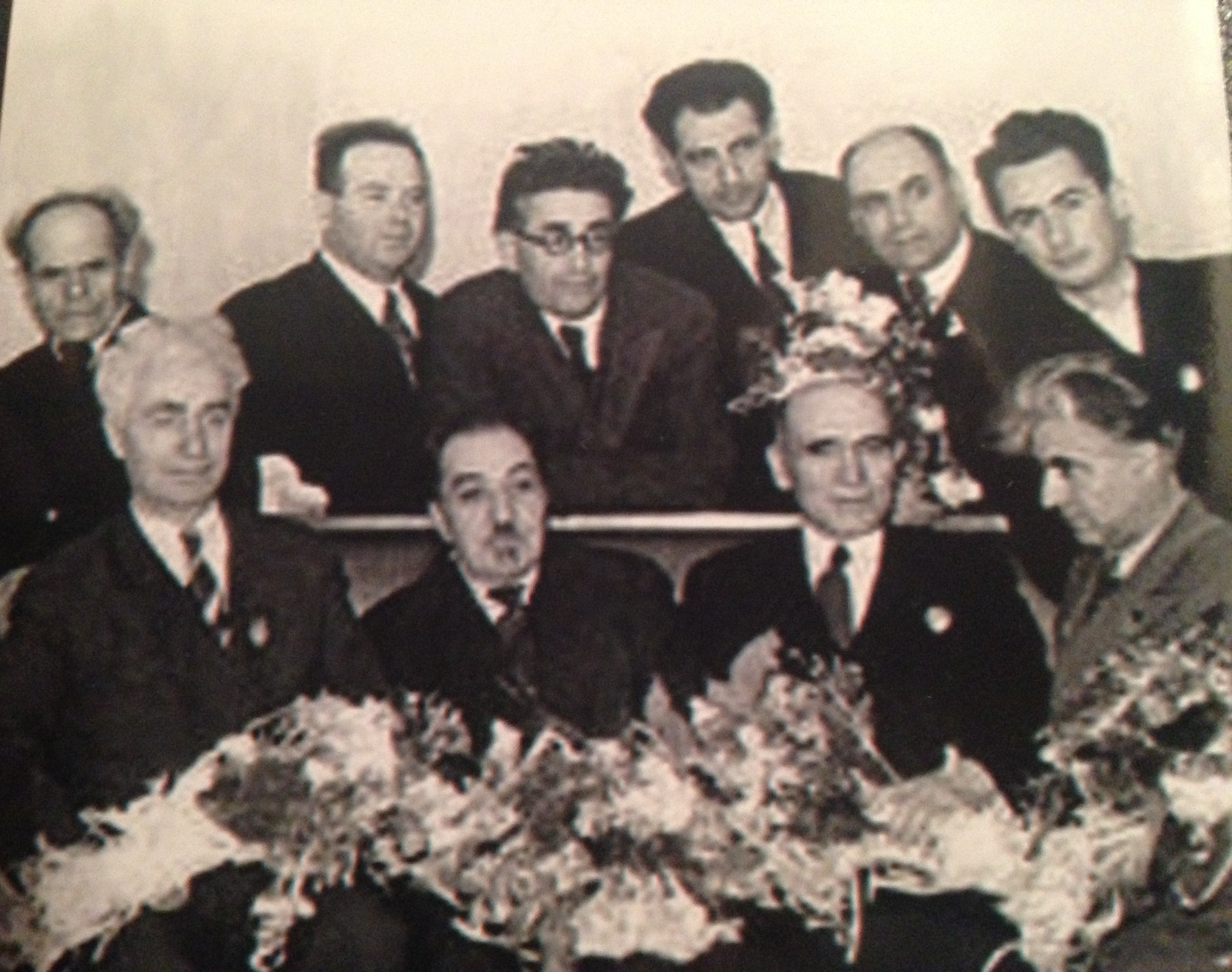
Писатели Армении. 1947 год. Исаакян сидит, второй слева

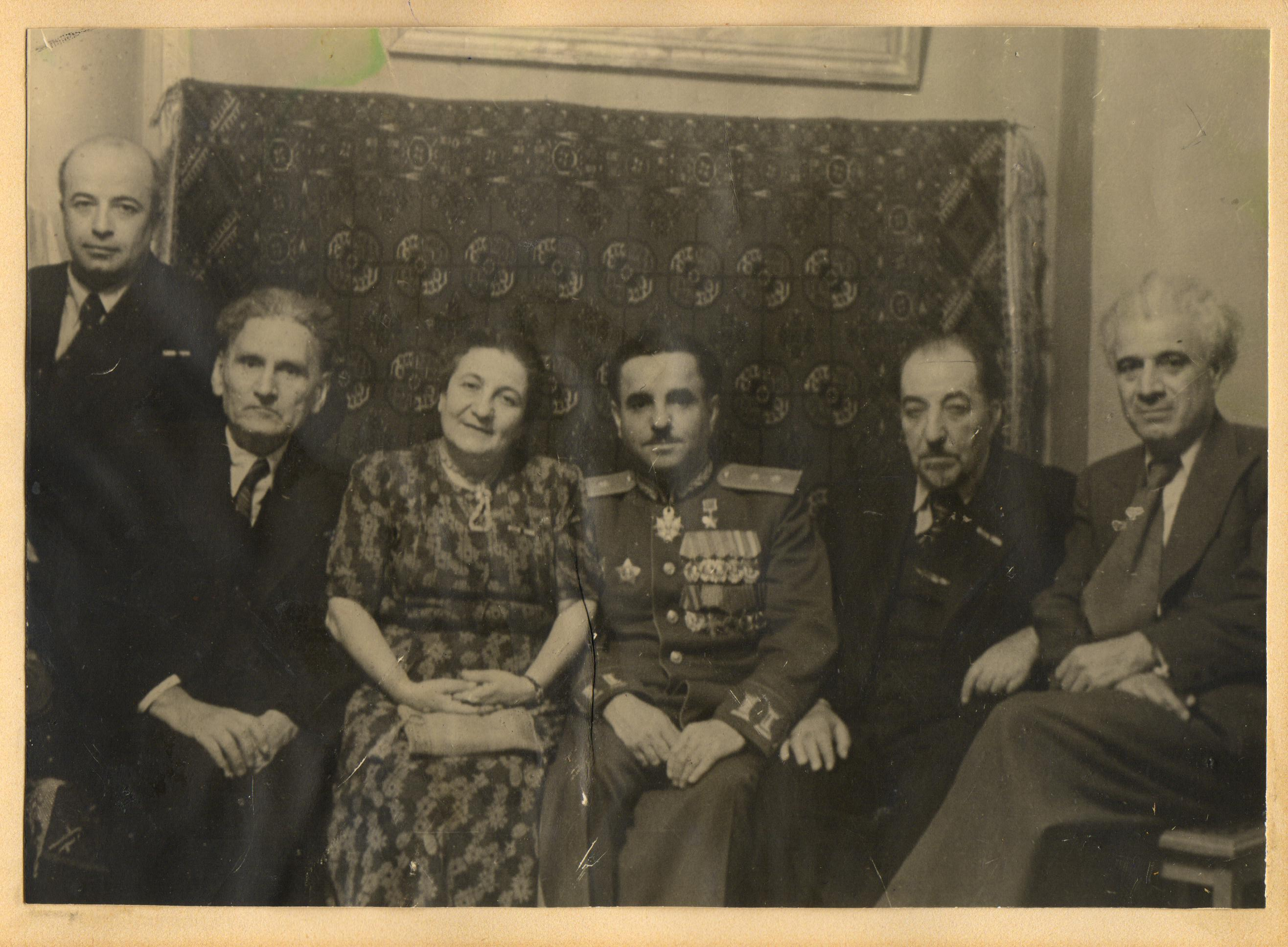
А. Сарксян, М. Сарьян, А. Даниэлян, С. Мартиросян, А. Исаакян, В. Вагаршян

А. С. Исаакян родился 18 (30) октября 1875 года в Александрополе Эриванской губернии (ныне Гюмри, Армения).
В 1889—1892 гг. Исаакян учился в эчмиадзинской семинарии Кеворкян.
В 1892 г. опубликовал первое стихотворение.
В 1892—1895 гг. изучал философию и антропологию в Лейпцигском университете. В 1895 году вернулся в Российскую Армению и вступил в нелегальную Армянскую революционную федерацию (Дашнакцутюн). Был в 1896 г. арестован, один год просидел в Эриванской тюрьме, после чего выслан в Одессу. После освобождения Исаакян посещал лекции по литературе и истории философии в Цюрихском университете. В 1902 году вернулся в Армению, а потом переехал в Тифлис. В 1908 году снова арестован, вместе со 158-ю армянскими общественными деятелями, и посажен на полгода в Тифлисскую тюрьму.
В 1911 году был изгнан из Российской Империи за революционную деятельность, поселился в Германии. В 1914 году основал, совместно с Иоганнесом Лепсиусом и Паулем Рорбахом, Германо-армянское общество. Вспыхнувшая в том же году Первая мировая война стала причиной организованного младотурками (союзниками Германского Рейха) геноцида армянского народа, чему Германо-армянское общество не смогло воспрепятствовать…
Вплоть до 1936 года Исаакян жил в основном за границей (Франция, Швейцария и др.), приезжал в Армению в 1926 году. Все эти годы Исаакян был членом Дашнакцутюн и отметился антисоветскими высказываниями.
Лично был знаком со многими интеллектуалами своего времени.
В 1936 году возвратился в СССР.
Был избран академиком АН Армянской ССР (1943, при создании Академии). Депутат ВС Армянской ССР 2—4 созывов. Председатель Союза писателей Армянской ССР (1946).
В это время Исаакян находился под защитой Первого секретаря ЦК КП Армении Г. А. Арутинова. В 1937 году тот вычеркнул из списка представленных НКВД СССР к аресту многих видных армянских деятелей, среди которых был и Исаакян. Также для Исаакяна, как и для некоторых других представителей армянской интеллигенции, был построен особняк в Ереване.
А. С. Исаакян умер 17 октября 1957 года. Похоронен в Ереване в Пантеоне имени Комитаса.

## Творчество
В дореволюционной поэзии — певец народного горя (сборник «Песни и раны», 1897) и борьбы против деспотизма. Автор поэм о любви и печали. Одна из лучших его работ — «Абу-Ала-Маари» (1909—1911), где отразились индивидуалистическое бунтарство поэта, чувства отчаяния, тоски, одиночества. Написанная уже в СССР поэма «Сасна Мгер» (1937) — гимн освобождению армянского народа от царизма и капитализма. Широко известны стихи и рассказы Исаакяна, а также воспоминания о современниках.
Его работы переводили А. А. Блок, В. Я. Брюсов, И. А. Бунин, Б. Л. Пастернак, В. К. Звягинцева, А. А. Ахматова, Е. А. Алексанян и др.

## Награды и премии
- Сталинская премия первой степени (1946) — за патриотические стихотворения периода Великой Отечественной войны «Великому Сталину», «Бранный клич», «Моей Родине», «Наша борьба», «Сердце моё на вершинах гор», «Вечной памяти С. Г. Загияна»
- два ордена Ленина

1. 24.07.1945
2. 29.10.1955 — за выдающиеся заслуги в области художественной литературы, в связи с 80-летием со дня рождения

- медали

## Память
- В столице Республики Армения Ереване по адресу улица Заробян, 20, открыт дом-музей А.С. Исаакяна.
- В апреле 2017 года в Одессе, по адресу: улица Бунина, 24, была открыта мемориальная доска Аветику Исаакяну. В этом доме поэт жил во время ссылки в 1898 году.
- А. С. Исаакяну посвящена почтовая марка СССР 1975 года.
- А. С. Исаакяну посвящена почтовая марка Армении 2000 года.
- Памятники А. С. Исаакяна установлены в Ереване, в Гюмри.
- Стихотворение Н. Тихонова «Аветику Исаакяну».
- Стихотворение В. Звягинцевой «Аветик Исаакян».
- В 1956 году был снят документальный фильм «Аветик Исаакян», режиссёр В. Айказян.

## Галерея

Памятники и почтовые марки посвященные А. С. Исаакяну
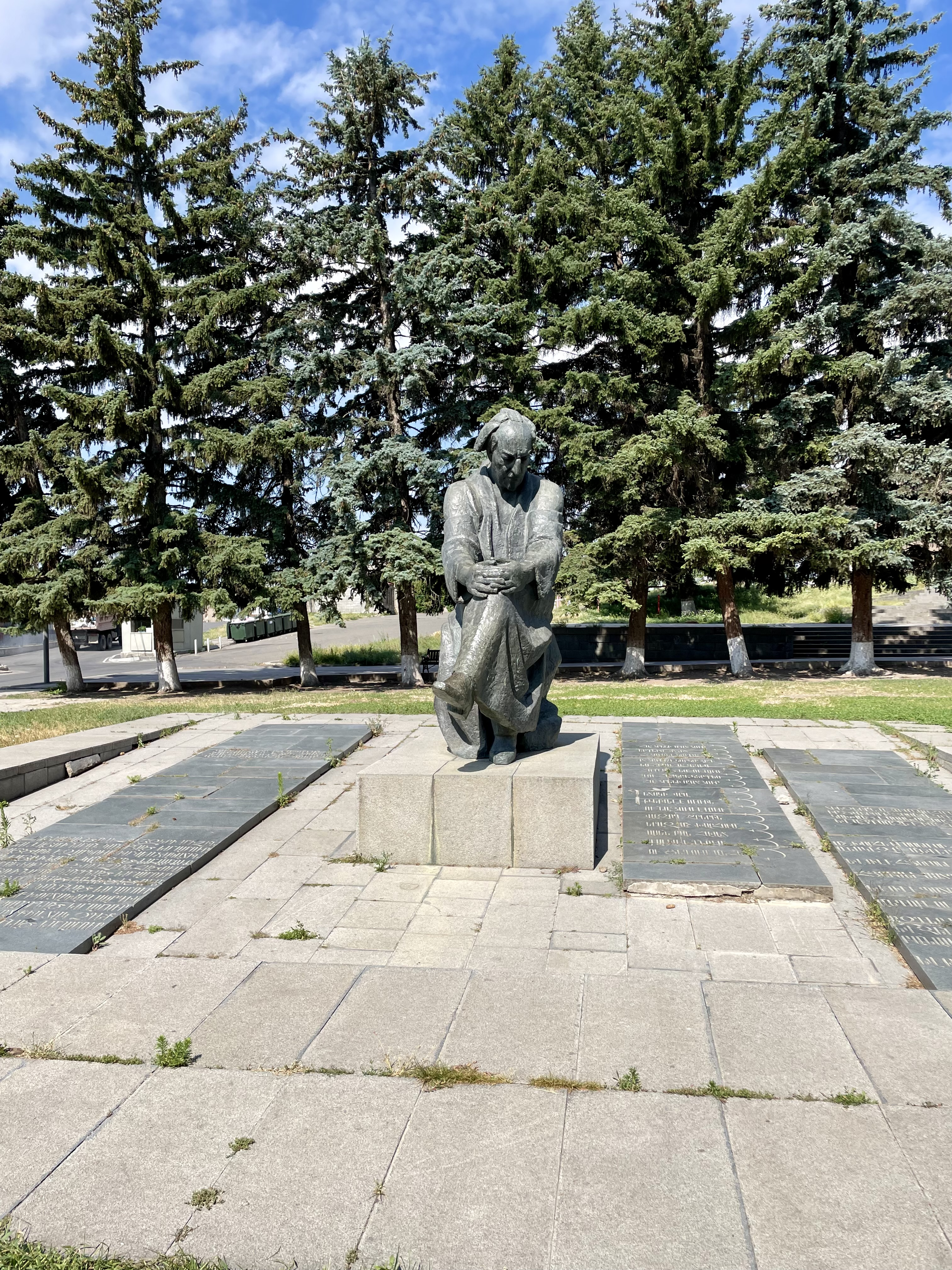
Памятник в Гюмри
Памятник в Ереване
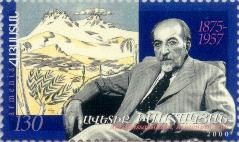
Почтовая марка Армении 2000 года
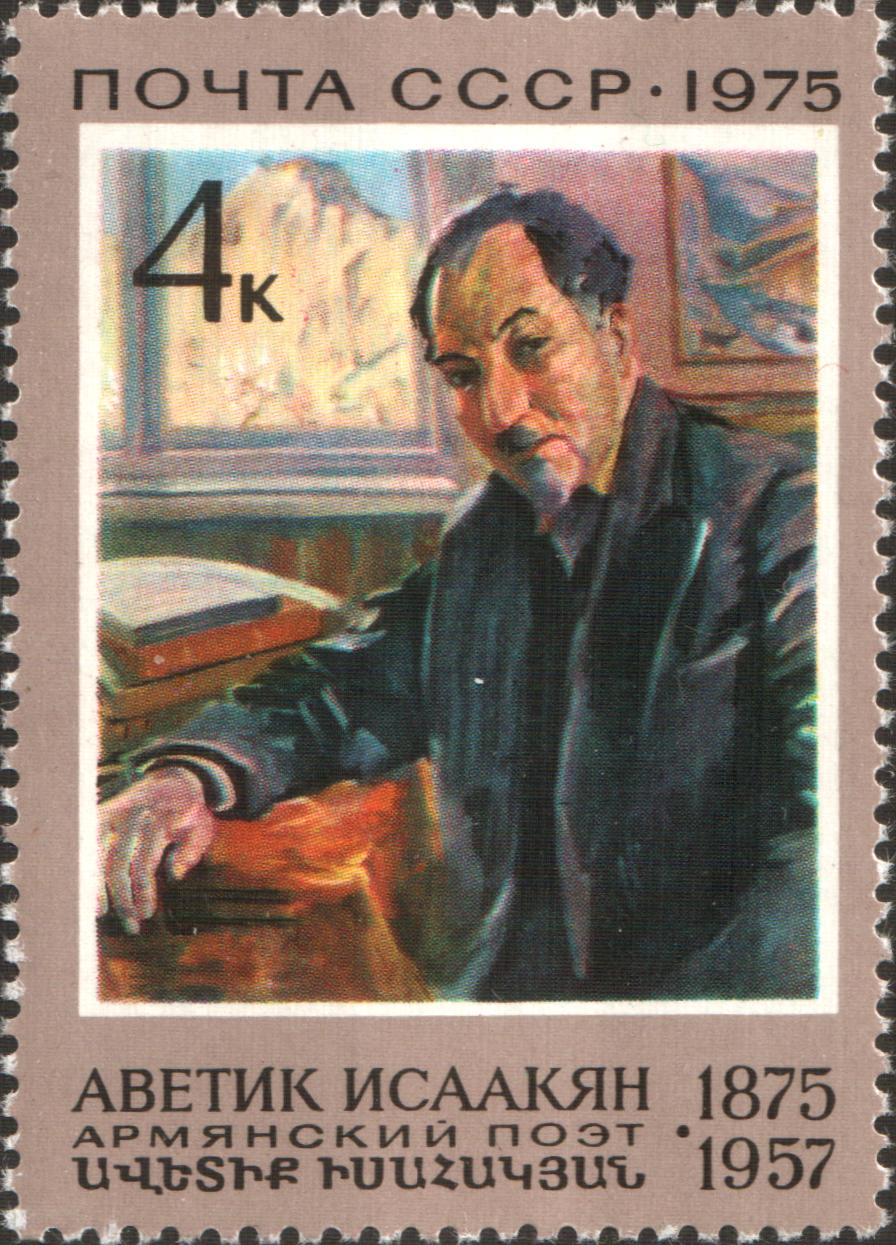
Почтовая марка СССР 1975 года
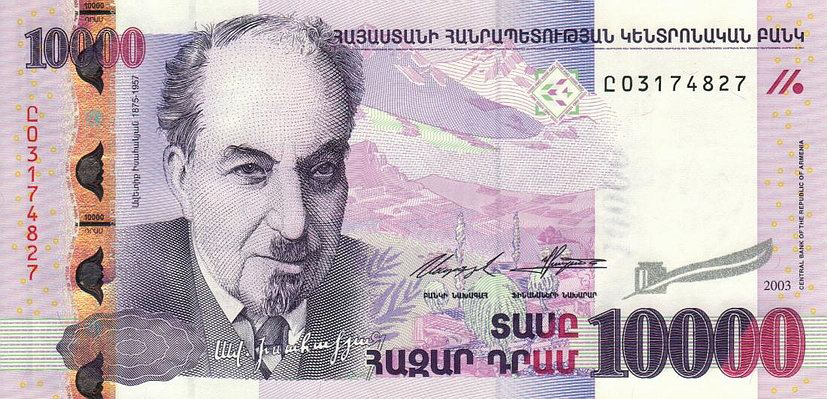
Исаакян на банкноте 10000 драм 2003 г.
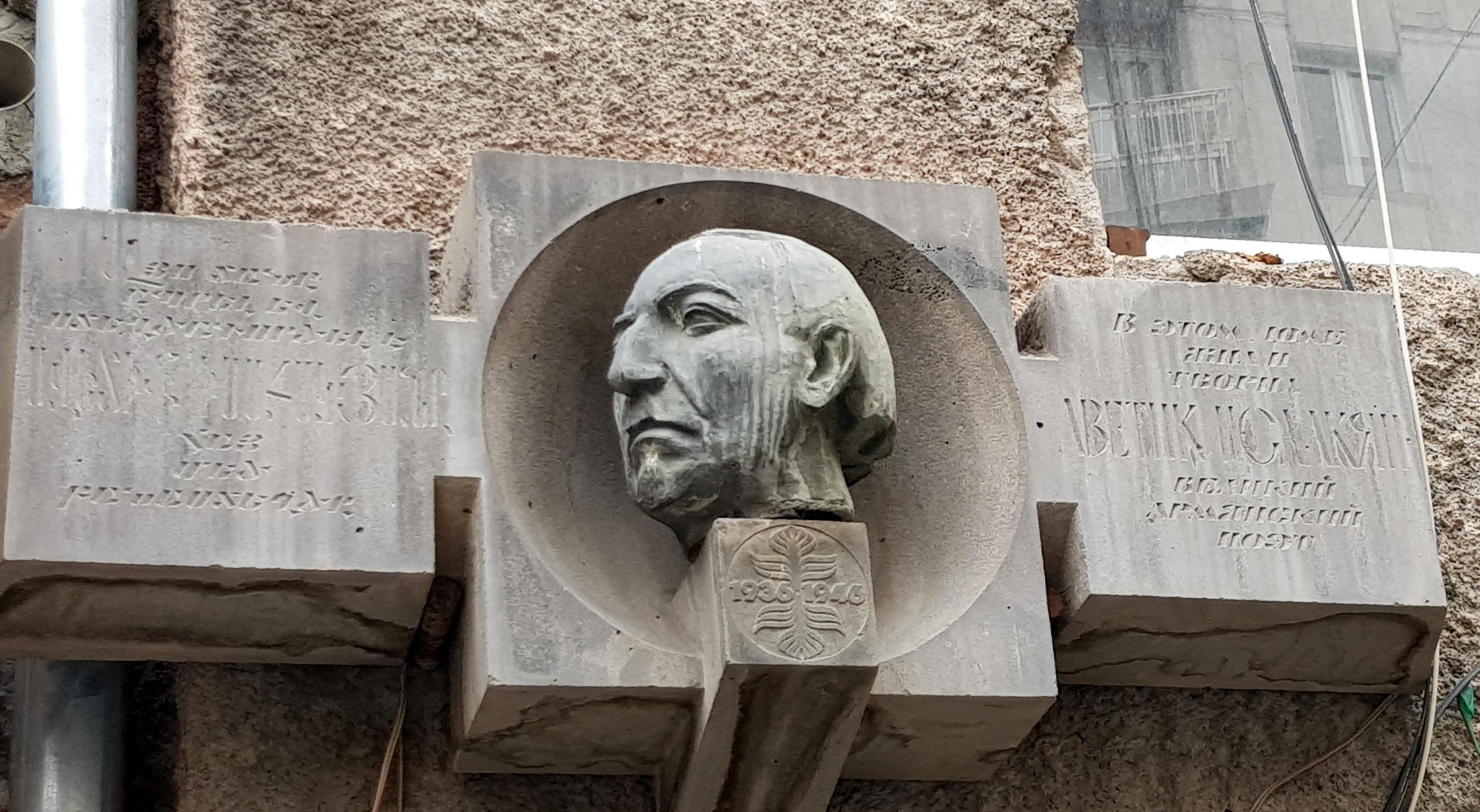
Мемориальная доска А. Исаакяну в Ереване. Улица Казара Парпеци, 12